# U.S. Route 20
La U.S. Route 20 o Ruta Federal 20 (abreviada US 20) es una autopista federal ubicada en el estado de Idaho. La autopista inicia en el oeste desde la Frontera con Oregon en Parma hacia el este en la Frontera con Montana en Targhee Pass. La autopista tiene una longitud de 666,3 km (414 mi).

## Mantenimiento
Al igual que las carreteras estatales, las carreteras interestatales, y el resto de rutas federales, la U.S. Route 20 es administrada y mantenida por el Departamento de Transporte de Idaho por sus siglas en inglés ITD.

## Cruces
La U.S. Route 20 es atravesada principalmente por la I 84 .